# فراسینو
فراسینو (به ایتالیایی: Frassino) یک کومونه در ایتالیا است که در استان کونیو واقع شده‌است.

## خصوصیات
فراسینو ۱۶٫۸ کیلومترمربع مساحت و ۳۰۱ نفر جمعیت دارد.